# HC Lovosice
HC Lovosice (celým názvem: Hockey Club Lovosice) je český klub ledního hokeje, který sídlí v Lovosicích v Ústeckém kraji. Založen byl 10. prosince 1945 pod názvem SK Čechie Lovosice. Největší úspěch tohoto klubu byla účast ve druhé nejvyšší československé lize v sezónách 1971/72 a 1972/73. V roce 1973 se klub pod názvem TJ SCHZ Lovosice dohodl na spolupráci s tamním TJ SONP Kladno, kde se stala jeho novým rezervním týmem. Od roku 1991 nese svůj současný název HC Lovosice. Od sezóny 2015/16 působí mužský tým v Ústecké krajské lize, čtvrté české nejvyšší soutěži ledního hokeje. Klubové barvy jsou modrá a žlutá.
V klubu působí i oddíl ženského ledního hokeje, který v sezóně 2016/17 působil v nejvyšší soutěži. Od sezóny 2017/18 působí ve 2. lize, třetí české nejvyšší soutěži ženského ledního hokeje.
Své domácí zápasy odehrává na zimním stadionu Lovosice s kapacitou 2 000 diváků.

## Historické názvy
- 1945 – SK Čechie Lovosice (Sportovní klub Čechie Lovosice)
- 19?? – HC Čechie Lovosice (Hockey Club Čechie Lovosice)
- 19?? – Sokol PZ Lovosice (Sokol Průmyslové závody Lovosice)
- 1950 – Sokol Deli Lovosice
- 1951 – Sokol ČH Lovosice (Sokol České hedvábí Lovosice)
- 1954 – Jiskra Lovosice
- 1959 – TJ SCHZ Lovosice (Tělovýchovná jednota Severočeských chemických závodů Lovosice)
- 1973 – TJ SONP Kladno B (Tělovýchovná jednota Spojené ocelárny, národní podnik Kladno B)
- 1977 – TJ při Městském domu pionýrů apod. Lovosice (Tělovýchovná jednota při Městském domu pionýrů apod. Lovosice)
- 1991 – HC Lovosice (Hockey Club Lovosice)

## Přehled ligové účasti

### Umístění mužů
Stručný přehled
Zdroj:
- 1957–1959: Oblastní soutěž – sk. C (3. ligová úroveň v Československu)
- 1969–1971: Divize – sk. B (3. ligová úroveň v Československu)
- 1971–1973: 1. ČNHL – sk. A (2. ligová úroveň v Československu)
- 1973–1974: 2. ČNHL – sk. A (3. ligová úroveň v Československu)
- 1974–1975: 1. ČNHL (2. ligová úroveň v Československu)
- 1975–1976: 2. ČNHL – sk. A (3. ligová úroveň v Československu)
- 1976–1978: 1. ČNHL (2. ligová úroveň v Československu)
- 2008–2010: Ústecký a Karlovarský krajský přebor (4. ligová úroveň v České republice)
- 2010–2011: Ústecká krajská liga (4. ligová úroveň v České republice)
- 2011–2012: Ústecká a Karlovarská krajská liga (4. ligová úroveň v České republice)
- 2012–2013: Ústecká krajská liga (4. ligová úroveň v České republice)
- 2013–2015: bez soutěže
- 2015– : Ústecká krajská liga (4. ligová úroveň v České republice)

Jednotlivé ročníky
Zdroj:
Legenda: ZČ - základní část, červené podbarvení - sestup, zelené podbarvení - postup, fialové podbarvení - reorganizace, změna skupiny či soutěže
| Československo (1957 – 1993)                                                                  |                                      |           |           |                                       |                                         |
| Sezóny                                                                                        | Soutěž                               | Úroveň    | ZČ        | Play-off, nadstavba, sk. o udržení... | Poznámky                                |
| 1957/58                                                                                       | Oblastní soutěž – sk. C              | 3. úroveň | 3. místo  |                                       |                                         |
| 1958/59                                                                                       | Oblastní soutěž – sk. C              | 3. úroveň | 4. místo  |                                       | Sestup                                  |
| ...                                                                                           |                                      |           |           |                                       |                                         |
| 1969/70                                                                                       | Divize – sk. B                       | 3. úroveň | 2. místo  |                                       |                                         |
| 1970/71                                                                                       | Divize – sk. B                       | 3. úroveň | 1. místo  | Kvalifikace o ČNHL (2. místo)         | Postup                                  |
| 1971/72                                                                                       | 1. ČNHL – sk. A                      | 2. úroveň | 15. místo |                                       |                                         |
| 1972/73                                                                                       | 1. ČNHL – sk. A                      | 2. úroveň | 14. místo |                                       | Reorganizace; přechod do TJ SONP Kladno |
| 1973/74                                                                                       | 2. ČNHL – sk. A                      | 3. úroveň | 1. místo  | Kvalifikace o ČNHL (1. místo)         | Postup                                  |
| 1974/75                                                                                       | 1. ČNHL                              | 2. úroveň | 11. místo |                                       | Sestup                                  |
| 1975/76                                                                                       | 2. ČNHL – sk. A                      | 3. úroveň | 1. místo  | Kvalifikace o ČNHL (2. místo)         | Postup                                  |
| 1976/77                                                                                       | 1. ČNHL                              | 2. úroveň | 7. místo  |                                       |                                         |
| 1977/78                                                                                       | 1. ČNHL                              | 2. úroveň | 12. místo |                                       | Sestup                                  |
| Česko (1993 – )                                                                               |                                      |           |           |                                       |                                         |
| Sezóny                                                                                        | Soutěž                               | Úroveň    | ZČ        | Play-off, nadstavba, sk. o udržení... | Poznámky                                |
| 2008/09                                                                                       | Ústecký a Karlovarský krajský přebor | 4. úroveň | 6. místo  | Nadstavba ÚS kraje (3. místo)         |                                         |
| 2009/10                                                                                       | Ústecký a Karlovarský krajský přebor | 4. úroveň | 5. místo  |                                       | Reorganizace                            |
| 2010/11                                                                                       | Ústecká krajská liga                 | 4. úroveň | 5. místo  |                                       | Reorganizace                            |
| 2011/12                                                                                       | Ústecká a Karlovarská krajská liga   | 4. úroveň | 7. místo  | Nadstavba ÚS kraje (4. místo)         | Reorganizace                            |
| 2012/13                                                                                       | Ústecká krajská liga                 | 4. úroveň | 5. místo  | Finále                                | Zánik ÚS krajské ligy                   |
| V letech 2013–2015 byl klub bez A-mužstva, v soutěžích přihlášena pouze mládežnická družstva. |                                      |           |           |                                       |                                         |
| 2015/16                                                                                       | Ústecká krajská liga                 | 4. úroveň | 4. místo  | Semifinále                            |                                         |
| 2016/17                                                                                       | Ústecká krajská liga                 | 4. úroveň | 4. místo  | Semifinále                            |                                         |
| 2017/18                                                                                       | Ústecká krajská liga                 | 4. úroveň | 7. místo  |                                       |                                         |
| 2018/19                                                                                       | Ústecká krajská liga                 | 4. úroveň | 6. místo  |                                       |                                         |
| 2019/20                                                                                       | Ústecká krajská liga                 | 4. úroveň | 5. místo  |                                       |                                         |
| 2020/21                                                                                       | Ústecká krajská liga                 | 4. úroveň | –. místo  |                                       | Zrušeno                                 |
| 2021/22                                                                                       | Ústecká krajská liga                 | 4. úroveň | 6. místo  |                                       |                                         |
| 2022/23                                                                                       | Ústecká krajská liga                 | 4. úroveň | 7. místo  |                                       |                                         |
| 2023/24                                                                                       | Ústecká krajská liga                 | 4. úroveň | 6. místo  |                                       |                                         |
| 2024/25                                                                                       | Ústecká krajská liga                 | 4. úroveň | 5. místo  |                                       |                                         |

### Umístění žen
Stručný přehled
Zdroj:
- 2016–2017: 1. liga - divize A2 (1. ligová úroveň v České republice)
- 2017– : 2. liga (3. ligová úroveň v České republice)

Jednotlivé ročníky
Zdroj:
Legenda: ZČ - základní část, červené podbarvení - sestup, zelené podbarvení - postup, fialové podbarvení - reorganizace, změna skupiny či soutěže
| Česko (2016 – ) |                     |           |          |                                       |              |
| Sezóny          | Soutěž              | Úroveň    | ZČ       | Play-off, nadstavba, sk. o udržení... | Poznámky     |
| 2016/17         | 1. liga - divize A2 | 1. úroveň | 5. místo |                                       | Reorganizace |
| 2017/18         | 2. liga             | 3. úroveň | 3. místo |                                       |              |
| 2018/19         | 2. liga             | 3. úroveň | 5. místo |                                       |              |
| 2019/20         | 2. liga             | 3. úroveň | 5. místo |                                       |              |
| 2020/21         | 2. liga             | 3. úroveň |          |                                       | Nedohráno    |
| 2021/22         | 2.liga              | 3. úroveň | 5. místo |                                       |              |